# Klasifikacija plemena američkih Indijanaca: Salish-Zuñi
Klasifikacija plemena američkih Indijanaca: Aconipa-Caraja
Klasifikacija plemena američkih Indijanaca: Carib-Lutuami
Klasifikacija plemena američkih Indijanaca: Machacali-Salinan
Klasifikacija plemena američkih Indijanaca: Salish-Zuñi

## Salishan
SAD, Washington, Oregon, Montana; Kanada, British Columbia.
- Bella Coola,
- Chehalis, Chehalis Indian Reservation, Washington.
  - Lower Chehalis
  - Shoalwater Bay
  - Upper Chehalis ili Kwaiailk
- Chelan,
- Clallam,
- Coeur d’Alêne (Skitswish),
- Colville Ogranci: Skakalapiak, Skilumaak, Smichunulauk, Snchalik, Snchumutast, Snilaminak, Snkuasik.
- Comox,
- Copalis,
- Cowichan,
- Cowlitz,
- Duwamish, 
  - Sammamish
- Flathead, Flathead Indian Reservation, Montana.
- Humptulips,
- Kwaiailk (Upper Chehalis),
- Lillooet,
- Lummi,
- Methow,
- Mical,
- Muckleshoot, 
  - Smulkamish.
- Nanaimo,
- Nisqually Ogranci: Basha'labsh, Sakwi'absh, Sigwa'letcabsh, Tsakwe'kwabsh, Sta'habsh, Tsuwa'diabsh, Tuwha'khabsh, Yisha'ktcabsh, Yokwa'lsshabsh.
- Nooksack (Nooksack, Nootsak, Nootsack),
- Ntlakyapamuk (Thompson),
- Okanagon,
- Pend d’Oreille (Kalispel),
- Pentlatch,
- Pswanwapam,
- Puyallup, ogranci: Esha'ktlabsh, Kalka'lak, Klbalt, Puyallup (Spwiya'laphabsh), Sha'tckad, Sko'tlbabsh, Skwapa'bsh, Skwlo'tsid, Steilacoom, Tsugwa'lethl, Tule'lakle, Twa'debshab.
- Quiatso,
- Quinault, Quinault Indian Reservation, Washington.
  - Calasthocle.
- Sanpoil, 
  - Nespelem.
- Sahehwamish, Ogranci: Elo'Sedabsh, Sahehwamish (Sahe'wabsh), Skwaysithlhabsh, Statca'sabsh, Tapi'ksdabsh, Tutse'tcakl.
- Samish, Ne smiju se pobrkati sa Sammamish, jednom od lokalnih grupa Duwamisha.
- Satsop,
- Semiahmoo,
- Senijextee (Lake),
- Shuswap,
- Siletz,
- Sinkaietk, Ogranci: Kartar, Tonasket.
- Sinkakaius,
- Sinkiuse (Columbia), 
  - .tskowa'xtsEnux (.skowa'xtsEnEx)
- Sishiatl (Seechelt),
- Skagit, ogranci: Base'lelotsed, Baska'dsadsiuk, Baske'kwiuk, Baslo'halok, Duwa'ha, Nookachamps, Sauk, Sba'leuk, Sikwigwi'lts, Stillaguamish, Suiattle, Tcubaa'bish.
- Snohomish, Ogranci: Sdugwadskabsh, Skwilsi'diabsh, Snohomish, Tukwetlbabsh.
- Snoqualmie, Ogranci: Skykomish, Snoqualmie, Stakta'ledjabsh.
- Songish,
- Spokan,
- Squawmish, Ne smiju se pobrkati sa Suquamish.
- Squaxin,
- Stalo (Halkomelem),
- Suquamish, Ogranci: Saktabsh, Suquamish.
- Swallah,
- Swinomish, Ogranci: Ho'baks, Kikia'los, Kwa'dsakbiuk, Skagit, Skwada'bsh, Swinomish.
- Taidnapam,
- Tillamook:
  - Nehalem
  - Neschesne
  - Siletz
  - Tillamook
- Twana, 
  - Kolsid,
  - Skokomish,
  - Soatlkobsh.
- Wenatchee, Ogranci: Camiltpaw, Shanwappom, Siapkat, Sinia'lkumuk, Sinkumchi'muk, Sinpusko'isok, Sintia'tkumuk, Skaddal, Stske'tamihu.
- Wynoochee.

## Salivan
Venezuela, Kolumbija. →Equatorial.
- Ature,
- Maco
- Piaroa (Wotjuja), Amazonas, Bolívar, Venezuela
- Sáliva.

## Serian
Meksiko. →Velika porodica Hokan
- Seri
  - Guayma, Salinero, Seri, Serrano, Tepoca, Tiburones, Upanguayma.

## Shahaptian
SAD, Washington, Oregon, Idaho. →Velika porodica Penutian
- Kittitas (Upper Yakima)
- Klickitat,
- Mishalpan (Upper Nisqually)
- Nez Percé,
- Palouse, Ogranci: Almotu, Chamnapum ili Chimnapum, Kasispa, Palus, Sokulk (Wanapum), Tasawiks.
- Pswanwapam, 
  - Mical
- Skin,
- Tenino,
- Tygh,
- Umatilla,
- Walla Walla,
- Wanapam,
- Wauyukma,
- Yakima.

## Shastan
SAD, California. →Velika porodica Hokan
- Konomihu,
- New River Shasta,
- Okwanuchu,
- Shasta.

## Shoshonean
SAD, California, Oregon, Idaho, Arizona, Utah, Colorado, Nevada. →Velika porodica Aztec-Tanoan, →porodica Juto-Asteci.
- Alliklik (Tataviam), California.
- Bannock, Idaho.
- Cahuilla, California.
- Chemehuevi (California, Arizona):
  - Yagats,  Amargosa.
- Comanche (Texas), u 18.st.odcijepili se od Wind Rivera.
  - Quahadi
- Cupeño, California.
- Fernandeño, California.
- Gabrieleño (Tongva), California.
- Hopi, Hopi Indian Reservation, Arizona.
- Juaneño, California.
- Kawaiisu, California.
- Kitanemuk, California.
- Koso (Panamint), California.
- Lohim (Oregon),
- Luiseño, California.
- Mono,
  - Wobonuch. California.
- Nicoleño, California.
- Northern Paiute (Nevada, Oregon, California),
- Paiute (Southern Paiute; Utah, Nevada, Arizona, California
  - Shivwits. Beaver Dam Mts., Utah.
- Serrano, California.
- Shoshoni
  - Northern Shoshoni (Idaho), 4 skupine:
    - Fort Hall Shoshoni (Pohogwe)

  - Western Shoshoni (Nevada, California), 
    - Gosiute, Nevada, Utah, 

  - Wind River. Wind River Indian Reservation, Wyoming.
    - Kogohue (Green River Snake), Wyoming, Utah.
- Tübatulabal, California.
  - Tübatulabal vlastiti (Pahkanapil) South Fork of the Kern River
- Ute, Utah, Colorado, 
  - Central Ute
    - Fish Lake
    - Pahvant, Pavant Range, Utah.
    - Red Lake, Red Lake,
    - Tumpanogots, Timpanogos Mountain, Utah.

  - Southern Ute
- Ute Mountain Ute. Ute Mountain Reservation, Colorado.
  - Weeminuche, Southern Ute Reservation.
- Vanyume, California.

## Simacuan
Peru. → Macro-Tucanoan.
- Urarina (Itucale).

## Siuski
SAD; Kanada
- Adshusheer,
- Assiniboin,
- Backhook,
- Biloxi,
- Cape Fear,
- Catawba,
- Cheraw,
- Congaree,
- Crow,
- Eno,
- Hidatsa,
- Hooks,
- Iowa,
- Kansa,
- Keyauwee,
- Manahoac, Plemena saveza:
  - Whonkentia.
- Mandan,
- Missouri,
- Monacan,
- Moneton,
- Mosopelea (Ofogoula, Ofo),
- Nahyssan,
- Occaneechi,
- Omaha,
- Osage,
- Oto,
- Pedee,
- Ponca,
- Quapaw,
- Santee,
- Saponi,
- Sewee,
- Shakori,
- Sioux: 
  - Mdewakanton,
  - Sisseton,
  - Teton,
  - Wahpekute,
  - Wahpeton,
  - Yankton,
  - Yanktonai.
- Sissipahaw,
- Sugeree,
- Tutelo,
- Waccamaw,
- Warrennuncock,
- Wateree,
- Waxhaw,
- Winnebago,
- Winyaw,
- Woccon,
- Yadkin.

## Skittagetan/Haida/
SAD, Alaska; Kanada, British Columbia. Velika porodica Na-Déné
- Haida
  - Kaigani

## Tacanan
Bolivija, Peru. →Phylum Ge-Pano-Carib, →Velika porodica Macro-Panoan, →porodica Pano-Tacanan
- Araona, 
  - Araona
  - Capachene,
  - Caviña,
  - Mabenaro,
  - Machui
- Arasa
- Maropa
  - Maropa
  - Sapibocona
- Guariza
- Tacana
  - Ayaychuna
  - Babayana
  - Chiliuvo
  - Chivamona
  - Ixiama
  - Pamaino
  - Pasaramona
  - Saparuna
  - Siliama
  - Toromona
  - Tumupasa
  - Uchupiamona
  - Yabaypura
  - Yubamona
- Tiatinagua. Kod Tiatinagua, po svoj prilici, neke grupe na različitim lokacijama nose i različita imena. 
  - Baguaja (bahuajja), Peru.
  - Chama (Bolivia),
  - Echoca (Echoja)
  - Guacanahua (Bolivia),
  - Guarayo (Huarayo). Ovo ime često se pogrešno koristi za oznaku drugog plemena Guarayu koje pripada grupi Tupian.
  - sonene, río Heath.
- Yamaluba

## Takilman
SAD, Oregon. →Velika porodica Penutian
- Latgawa,
- Takelma.

## Talamancan
Kostarika, Panama. →Velika porodica Macro-Chibchan 
- Boruca, 
  - Osa
  - Quepo, nestali.
- Bribri (Costa Rica, Panama),
- Burucaca,
- Cabecar,
- Chiripo,
- Cocto,
- Estrella,
- Guetar (Swanton) ?, 'Provincije' (Peralta, 1895): Abra, Accerri, Catapa, Cooc, Garabito, Guarco, Pacaca, Tayopan, Tice, Turriarba. Danas se klasificiraju u Rama.
- Pocosi,
- Quilla (Colombia),
- Suerre,
- Tariaca,
- Teshbi (Costa Rica, Panama),
- Terraba (Panama),
- Tojar (Panama),
- Tucurrique,
- Turucaca.

## Tamaulipecan
Tamaulipas, Meksiko
- Tamaulipec (Maratino, Maratín). Plemena i lokacija (prema Publicaciones del Archivo General de la Nación XV, Reyes, 1944). Neki se danas klasificiraju pod drugim porodicama: Anachiguaies (Escandón), Apostatas (Burgos), Aracanaes (Altamira), Borrados (Dolores), Cacalotes (Mier), Cadimas (Guemes), Camaleones (Santillán), Carrizos (Camargo; danas se vode pod Comecrudan), Comecamotes (Soto la Marina), Comecrudo (San Fernando; pod Comecrudan), Cuercos quemados (Revilla), Inocoples (Hoyos), Mariguanes (Horcasitas), Pitas (Santander; prema Campbellu u Coahuiltecan), Sainoscos (Padilla), Serranos (Santa Barbara), Sibayones (1) (Aguayo), Sibayones (2) (Río de los Infantes), Tepemacas (Laredo). Orozco y Berra (1864) dodaje i: Aretines, Canaynes, Caramariguanes, Caramiguais, Caribayes, Guisolotes, Malinchenos, Panguayes, Pasitas, Pintos (= Pitas?), Quinicuanes, Tagualilos, Tamaulipecos.

## Tanoan
SAD, New Mexico, Texas. →Velika porodica Aztec-Tanoan, →ogranak Kiowa-Tanoan
- Towa (:Jemez, Pecos†),
- Piro (:Senecu, Senecu del Sur, Tompiro) (Texas),
- Tewa
  - Hano*, Nambe, Pojoaque, San Ildefonso Indijanci, San Juan Indijanci, Santa Clara Indijanci, Tano†, Tezuque. (*Arizona)
- Tiwa
  - Isleta, Isleta del Sur, Picuris, Sandia, Taos.

## Taracahitian
Meksiko. →Velika porodica Aztec-Tanoan, →porodica Juto-Asteci, ogranak Sonoran.
- Acaxee
  - Acaxee
  - Papudo
  - Sabaibo
  - Tebaca
  - Tecaya
- Baciroa
- Cahita:
  - Bamoa (južno od Río Sinaloa),
  - Cinaloa (gornji Río Fuerte),
  - Mayo (na Río Mayo),
  - Tehueco (na Río Oteros),
  - Yaqui (oRío Yaqui),
  - Zuaque (donji Río Fuerte).
- Concho. Bande: Abasopalme, Aycalme, Bachilmi, Baopapa, Cacalotito, Concho, Conejo, Coyamit, Guamichicorama, Guelasiguicme, Guiaquita, Julime, [Mamite], Mesquite, Mosnala, Obone (Oposine), Olobayaguame, Olojasme, Polacme, Posalme, Sucayi, Tatamaste, Tocone, Topacolme, Xiximole, Yacchicaua, Yaculsari, Yaochane (Ahuchan, Ochan), Yeguacat.
  - Chinarra
  - Chizo
- Conicari
- Guasave
  - Achire
  - Ahome
  - Comopori
  - Vacoregue
- Hio
- Huite
- Jumano (Xumano). Možda dio Suma.
- Macoyahui
- Nio
- Ocoroni
- Ópata
  - Eudeve (Hevé)
  - Jova
  - Teguima
    - Nacosura
- Pacaxe
- Suma
- Tahue
  - Comanito
  - Mocorito
- Tarahumara
  - Pachera
- Temori
- Tepahue
- Tubar
- Varohío
  - Chinipa
  - Guasapar
- Xixime
  - Hume, rijeke Presidio i Baluarte.
- Zoe
  - Baimena

## Tarascan
Meksiko. → Izolirani; možda →Velika porodica Macro-Chibchan (?)
- Tarasco.

## Tarairiú
Brazil
- Tarairiú.

## Taruma
Gvajana i Brazil. →Phylum Ge-Pano-Carib, →Velika porodica Macro-Cariban; po drugoj klasifikaciji u Equatorial.
- Taruma, Amazonas, Brazil; kasnije Britanska Gvajana.

## Tequistlatecan
Meksiko. →Velika porodica Hokan
- Tequistlatec.
  - Huamelultec,

## Teremembé
- Tremembe. Brazil

## Timotean
Venezuela. →Equatorial.
- Cuica
- Migures
- Mucuchíes
- Mucuñuques
- Timote

## Timuquanan
SAD, Florida, Georgia. /prema njihovom vjerovanju oni su Taino-porijekla./
- Acuera,
- Fresh Water,
- Icafui,
- Mocoço,
- Ocale,
- Onatheaqua,
- Osochi,
- Pohoy,
- Potano,
- Saturiwa,
- Surruque,
- Tacatacuru,
- Tawasa,
- Timucua (Utina),
- Tocobaga,
- Yui,
- Yustaga.

## Tiniguan
Kolumbija
- Pamigua,
- Tinigua.

## Tlapanecan
Meksiko, Salvador, Nikaragva. →Velika porodica Hokan, po novijoj klasifikaciji Oto-Manguean.
- Subtiaba (Maribio)Nikaragva
  - Maribichicoa, Salvador
- Tlapanec.Meksiko.

## Tonikan
SAD, Mississippi. →Velika porodica Macro-Algonquian
- Grigra,
- Koroa,
- Tiou,
- Tunica,
- Yazoo.

## Tonkawan
SAD, Texas. →Velika porodica Macro-Algonquian
- Cava,
- Emet,
- Ervipiame,
- Mayeye,
- Sana,
- Tohaha,
- Toho,
- Tonkawa,
- Tusolivi,
- Yojuane.

## Totonacan
Meksiko.
- Tepehua
- Totonac
  - Tetikilhatis

## Trumaian
Brazil. → Equatorial.
- Trumai, Mato Grosso.

## Tucanoan
Kolumbija; Ekvador; Peru; Brazil. → Macro-Tucanoan
- Amaguaje, Kolumbija, Ekvador, Peru,
- Ayrico, Kolumbija
- Bahuna, Kolumbija
- Baniua, Brazil.
- Bará, Kolumbija
- Boloa, Kolumbija
- Buhágana (Karauatána-mira), Kolumbija
  - Döä
  - Erúlia, Kolumbija
  - Hógolotsöloa
  - Ömöá, Kolumbija
  - Palänoa, Kolumbija.
  - Sära, Kolumbija
  - Tsáina
  - Tsölöa, Kolumbija
  - Yäbá
- Karapaná-tapuyo (Möxdäa), Brazil.
- Cieguaje, Kolumbija
- Coroua, Kolumbija
- Correguaje, Kolumbija
- Coto (Peru), </small
  - Hähänaua. gornji Cuduiarý
- Kobéua, Kolumbija;  Brazil),

## Tucunan
Brazil. → Macro-Tucanoan.
- Tucuna (Tukuna, Ticuna, Tikuna).

## Tupian
Brazil. → Equatorial
Arikém
- Arikem (Ariquem, Ariqueme, Ariquen, Ariquemes, Arikên, Arikeme, Arikéna), Rondônia, Brazil.
- Kabishiana (Kabixiana), Rondônia, Brazil.
- Karitiána (Caritiana, Caratiana), Rondônia, Brazil.

Awetí
- Auetö (Aueti, Awetí, Auêtê), Mato Grosso, Brazil.

Jurúna
- Jurúna (Juruna, Yuruna, Yudjá), Pará,  Mato Grosso.
- Manitsauá (Manitsawa), Mato Grosso.
  - Arupái
- Shipaya (Xipaya, Shipaya, Xipaia, Sipáya, Chipaia), Pará.

Mawé Satere
- Mawé (Maue, Sataré-Mawé, Sateré-Mau´w, Mauhé, Maué, Andirá, Magúe), Amazonas, Pará.

Mondé
- Aruá, Rondônia, Mato Grosso.
  - Aruashi (Aruaxi)
- Cinta Larga (Matétamãe), Mato Grosso, Rondônia.
- Digút (Gaviăo)
- Zoró, Amazonas, Mato Grosso, Rondônia.
- Mekém (Mekén, Mequém, Mekhem, Michens), Rondônia.
- Mondé (Salamai, Sanamaikã, Salamay, Sanamay, Sanaymaká), Rondônia.
  - Salamai (Sanamai)
- Suruí (Suruí Paíter, Paíter), Rondônia.

Mundurukú
- Kuruáya (Kuruaia, Curuáia, Curuahe, Curuaya, Kuruaie, Kururiá), Pará.
- Mundurukú (Mundurucu), Pará, Amazonas.

Puruborá
- Puruborá (Buruburá), Rondônia.

Ramaráma (Rama-rama, Itangá), Rondônia.
- Itogapid (Itogapúk, Ntogapíd, Ntogaapig, Itogapúque), Mato Grosso, Rondônia.
- Káro (Arara, Karo), Rondônia.
- Uruku (Urukú, Urucu), Rondônia.
- Urumí, Rondônia.

Tuparí
- Akuntsu
- Amniapé (Koaratúra), Rondônia.
- Kanoê (Canoe, Kanoé, Kapixaná, Kapisaná, Kapisaña), Rondônia.
- Kepkiriwát (Kepikiri-uat, Quêpiquiriuáte), Rondônia.
- Makuráp (Macurap/ Macurápe), Rondônia.
- Mekens, Rondônia.
- Sakirabiap
- Tuparí, Rondônia.
- Wayoró (Ajuru, Waioró), Rondônia.

Tupí-Guaraní
a. Guarani
Chiripa
Apapocúva
Oguauíva,
Tañyguá
Ivytyguá
Guaraní (Goyaná), Espirito Santo, Mato Grosso do Sul, Parana, Rio de Janeiro, Rio Grande do Sul, Santa Catarina, Sao Paulo, Tocantins.
Arechane
Cainguá (Caiuá, Guarani Kaiwá, Kaiowá, Kayová, Kaiova, Kayoá, Caiuá, Kadjová, Guarani Kayowa, Pãi Tavyterã, Tembekuá, Kaiobá, Kaiuá, Kainguá, Guarani Kaiowá, Caoioá, Cayguá), Mato Grosso do Sul, Rio de Janeiro, Sao Paulo, Parana.
Catanduva
Chiriguano
Guayakí (Aché)
Mbyá
Notobotocudo
Tapieté
Xetá Brazil, Parana.
b. Guarayu-Siriono-Jora
Guarayu
Jorá
Sirionó
c. Kamayurá
Kamayurá
d. Kawahib
Tupi-Kawahib
Amundáwa
Apairandé
Apiaká, Pará.
Yakarawakta
Diahói
Ipotuát
Júma
Jupaú
Karipuná de Rondônia (Karipuná do Guaporé)
Mialat
Morerebi
Paranawát
Takwatíp
Tenharim
Tukumanféd
Uru-Eu-Wau-Wau. Brazil
Wiraféd
Yabutiféd
Parintintín
e. Kayabi-Arawete
Araweté (Araueté), Pará.
Asuriní do Xingu (Awaeté, Awaté, Asuriní do Coatinema), Pará.
Kayabí
f. Oyampi
Amanayé (Amanaié, Amanagé, Amanajé, Manajé, Manaié, Ararandeuára), Pará, Maranhão.
Ararandeuara
Anambé, Pará.
Emerillon (Emerillons, Emerilon, Emerenhon, Emerenhom, Mêrêyó), Francuska Gvajana; Amapa, Pará (Brazil).
Guajá (Awá, Avá), Maranhão, Pará.
Oyampi (Waiăpi), Brazil, Francuska Gvajana. 
Urubu (Ka'apor, Urubu Kaapor), Brazil, Maranhao, Pará.
Zo'é (Poturu), Brazil, Pará
g. Pauserna
Pauserna
h. Tenetehara
Asuriní do Tocantins
Avá-Canoeiro
Cara Preta
Guajajára
Parakanã
Suruí do Pará
Tapirapé
Tembé
Turiwara
i.  Tupi
Aizuare
Amoipira
Cocama
Cocamilla
Omágua
Potiguára
Temiminó
Tobajara
Tupí
Tupina
Tupinikin (Tupiniquin)
Tupinambá
Tupinambarana
j. Aurá
Ostalo
Yuqui, Takunyape

## Tusha
Brazil
- Tuxá (Tushá), Bahia, Pernambuco
  - Rodellas

## Tuyoneiri
Peru → Equatorial
- Tuyoneiri (Tuyuneri)

## Juči
SAD, Jugoistok
- Rickohockans (?),
- Westo (?)
- Juči.

## Uru-Chipaya
Bolivija. → Equatorial, → Macro-Arawakan
- Chipaya
  - Morato
- Uru

## Vilelan
Argentina
- Atalalá,
- Chunupí,
- Guamalca,
- Ocolé,
- Omoampa,
- Pasain,
- Sinipé,
- Taquete,
- Uacambabelté,
- Vacaa,
- Vilela (Uakamnabelté),
- Yecoanita,
- Yoconoampa,
- Yooc,
- Ypa.

## Waiilatpuan(Wailatpuan)
SAD, Oregon. →Velika porodica Penutian
- Cayuse,
- Molala.

## Washoan
SAD, Nevada, California. →Velika porodica Hokan
- Washo.

## Weitspekan
SAD, California. Velika porodica Macro-Algonquian, → ogranak Ritwan.
- Yurok.

## Wishoskan
SAD, California. Velika porodica Macro-Algonquian, → ogranak Ritwan.
- Batawat (Patawat),
- Wiki (Wishosk),
- Wiyot.

## Xincan
Gvatemala. Izolirani ili →Velika porodica Macro-Chibchan.
- Xinca.

## Xokó
Brazil
- Xokó (Chocó, Xocó, Txokó), Sergipe, Alagoas, Ceara, Pernambuco

## Xukuru
Brazil
- Xukuru (Shucurú, Xucuru) Pernambuco, Paraiba.

## Yabutian
Brazil, Rondônia. →Phylum Ge-Pano-Carib, →Velika porodica Macro-Ge.
- Yabuti (Jabuti, Jaboti, Yabytí, Kipiu)
  - Oricotaré.

## Yahgan
Čile. →Velika porodica Andean
- Yahgan (Yamana).
  - Yeskumaala

## Yakonan
SAD, Oregon. →Velika porodica Penutian
- Alsea,
- Kuitsh (Lower Umpqua)
- Siuslaw,
- Yaquina.

## Yanan
SAD, California. →Velika porodica Hokan
- Yahi †,
- Yana.

## Yaruro
Venezuela. → Equatorial
- Yaruro (Pumé).Apure

## Yukian
SAD, California.
- Coast Yuki,
- Huchnom,
- Wappo,
- Yuki.

## Yuman
SAD, California, Arizona; Meksiko. →Velika porodica Hokan
- Akwa’ala (Paipai)*,
- Alakwisa†,
- Cochimi*, 
  - Laymon*,
- Cocopa, Arizona; Meksiko,
- Cuñeil,
- Diegueño (Kumeyaay), 
  - Tipai
- Halchidhoma,
- Halyikwamai (Kikima),
- Havasupai, Havasupai Reservation, Arizona.
- Hualapai, Hualapai Reservation, Arizona
- Kamia,
- Kaveltchadom,
- Kiliwi*,
- Kohuana,
- Maricopa,
- Mohave,
- Yavapai,
- Yuma (Quechan).

## Yuncan
Ekvador, Peru. →Velika porodica Macro-Chibchan.
- Cañari, Cañar,Azuay (Ekvador).
- Chimu
  - Quingnam, jezik Čimua, u dolinama Valle de Chicama i Paramonga (Lima).
- Chincha,
- Manabita,
- Mochica, Lambayeque, La Libertad (Ekvador).
- Puruhá, Chimborazo, Bolivar (Ekvador).

## Yuracarean
Blivija. → Equatorial.
- Yuracaré

## Yuri
Brazil. → Macro-Tucanoan.
- Yuri (Juri, Juri-Taboca), Amazonas.

## Yurimangi
Kolumbija. →Velika porodica Hokan (?)
- Yurumanguí (Yurumangui, Yurumangi), Valle de Cauca. Klasificirani u Hokan i Chibchan govornike, nestali.

## Zamucoan
Paragvaj. →Equatorial.
- Chamacoco:
  - Tunacho.
- Zamuco:
  - Zatieño. Paragvaj.

## Zaparoan(Zaparan)
Peru; Ekvador. →Velika porodica Andean
- Gae (Gaye), Ecuador, 
  - Semigae (Ecuador)
    - Comacor.
- Iquito, 
  - Auwe
- Oa,
- Záparo:
  - Yasuni (ime rijeke).

## Zapotecan
Meksiko. →Velika porodica Oto-Manguean.
- Chatino,
- Papabucos (?),
- Soltecos,
- Zapotec.

## Zunian
SAD, New Mexico. →Velika porodica Penutian (?). Po starijoj klasifikaciji činila je dio Velike porodice Uto-Aztec-Tanoan, danas nepriznata.
- Zuñi (Ashiwi). Zuni Reservation, Novi Meksiko.